# Hiperkapnia
Hiperkapnia (ang. hypercapnia) – u człowieka stan patologicznie podwyższonego ciśnienia parcjalnego dwutlenku węgla (pCO2) we krwi powyżej 45 mm Hg (6,0 kPa). 

## Przyczyny
Możliwe przyczyny hiperkapnii:
- przewlekła obturacyjna choroba płuc[1] (pewne badania wykazały, że tlenoterapia u chorych na tę chorobę może doprowadzić do wystąpienia hiperkapnii[3])
- zespół Pickwickian[4]
- zespół bezdechu sennego[5]
- ostra niewydolność oddechowa
- stan astmatyczny

## Objawy
Stan hiperkapnii zwykle wyzwala w organizmie odruch zwiększenia czynności oddychania czy przekręcenia głowy podczas snu w zamierzeniu mającymi skutkować zwiększeniem dostępności tlenu. Inne objawy obejmują zaczerwienienie skóry, szybki puls, szybki oddech, duszność, tiki mięśni, zmniejszoną aktywność nerwową, ból głowy, splątanie i letarg. Może powodować zwiększenie skurczu serca, podwyższenie ciśnienia tętniczego krwi oraz tendencje do zaburzeń rytmu serca. 
W przypadku ciężkiej hiperkapnii (paCO2 większe niż 10 kPa lub 75 mm Hg) stwierdza się dezorientację, panikę, hiperwentylację, drgawki, utratę przytomności, aż w końcu śmierć.
Stanem przeciwnym do hiperkapnii jest hipokapnia.